# Neuvéglise-sur-Truyère
Pour les articles homonymes, voir Neuvéglise (homonymie).
Neuvéglise-sur-Truyère est, depuis le 1er janvier 2017, une commune nouvelle française située dans le département du Cantal en région Auvergne-Rhône-Alpes.

## Géographie
Elle est la première commune du Cantal par la superficie.

### Localisation
Elle est située au sud-est des monts du Cantal, en bordure de la rivière Truyère, qui la sépare de l'Aubrac.

### Communes limitrophes
Les communes limitrophes sont Cussac, Les Ternes, Villedieu, Alleuze, Fridefont, Saint-Martial, Chaudes-Aigues, Espinasse, Sainte-Marie, Gourdièges et Cézens.
| Cézens, Cussac | Les Ternes               | Villedieu |
| Gourdièges     | Neuvéglise-sur-Truyère   | Alleuze   |
| Sainte-Marie   | Espinasse, Saint-Martial | Fridefont |

### Géologie et relief
Elle est constituée de plateaux basaltiques que sont les planèzes de Saint-Flour et de Pierrefort.

### Hydrographie
Elle est bordée au sud par la Truyère et au nord-est par le ruisseau des Ternes. Elle est parcourue à l'ouest par le ruisseau de l'Épie qui descend des monts du Cantal.

### Climat
Pour des articles plus généraux, voir Climat d'Auvergne-Rhône-Alpes et Climat du Cantal.
En 2010, le climat de la commune est de type climat de montagne, selon une étude du CNRS s'appuyant sur une série de données couvrant la période 1971-2000. En 2020, Météo-France publie une typologie des climats de la France métropolitaine dans laquelle la commune est exposée à un climat de montagne ou de marges de montagne et est dans une zone de transition entre les régions climatiques « Ouest et nord-ouest du Massif Central » et « Sud-est du Massif Central ».
Pour la période 1971-2000, la température annuelle moyenne est de 8,7 °C, avec une amplitude thermique annuelle de 15,6 °C. Le cumul annuel moyen de précipitations est de 1 093 mm, avec 10,7 jours de précipitations en janvier et 7,3 jours en juillet. Pour la période 1991-2020, la température moyenne annuelle observée sur la station météorologique de Météo-France la plus proche, sur la commune de Deux-Verges à 14 km à vol d'oiseau, est de 7,9 °C et le cumul annuel moyen de précipitations est de 1 029,0 mm,. Pour l'avenir, les paramètres climatiques de la commune estimés pour 2050 selon différents scénarios d'émission de gaz à effet de serre sont consultables sur un site dédié publié par Météo-France en novembre 2022.

## Urbanisme

### Typologie
Au 1er janvier 2024, Neuvéglise-sur-Truyère est catégorisée commune rurale à habitat très dispersé, selon la nouvelle grille communale de densité à 7 niveaux définie par l'Insee en 2022.
Elle est située hors unité urbaine. Par ailleurs la commune fait partie de l'aire d'attraction de Saint-Flour, dont elle est une commune de la couronne,. Cette aire, qui regroupe 36 communes, est catégorisée dans les aires de moins de 50 000 habitants,.
La commune, bordée par un plan d’eau intérieur d’une superficie supérieure à 1 000 hectares, le lac du Barrage de Sarrans, est également une commune littorale au sens de la loi du 3 janvier 1986, dite loi littoral. Des dispositions spécifiques d’urbanisme s’y appliquent dès lors afin de préserver les espaces naturels, les sites, les paysages et l’équilibre écologique du littoral, tel le principe d'inconstructibilité, en dehors des espaces urbanisés, sur la bande littorale des 100 mètres, ou plus si le plan local d’urbanisme le prévoit.

### Voies de communication et transports
La départementale 951, qui relie Saint-Flour à Espalion (Aveyron) par Chaudes-Aigues et Laguiole, en constitue l'axe nord-sud et la départementale 48, l'axe est-ouest.

## Toponymie
Il associe au nom de la plus peuplée des anciennes communes et chef-lieu de la nouvelle, celui de la Truyère, rivière importante qui la borde au sud.

## Histoire
Elle est issue de la fusion des communes de Lavastrie, Neuvéglise, Oradour et Sériers, qui deviennent des communes déléguées, le 1er janvier 2017. Son chef-lieu se situe à Neuvéglise.

## Politique et administration

### Liste des maires
| Période | Période                   | Identité         | Étiquette | Qualité |
| ------- | ------------------------- | ---------------- | --------- | --- |
| 2017    | En cours (au 25 mai 2020) | Céline Charriaud | SE        | conseillère départementale (canton de Neuvéglise-sur-Truyère, 2015 → ) présidente de Saint-Flour Communauté (2020 → ) |

### Communes déléguées
| Nom                | Code Insee | Intercommunalité | Superficie (km2) | Population (dernière pop. légale) | Densité (hab./km2) |
| ------------------ | ---------- | ---------------- | ---------------- | --------------------------------- | ------------------ |
| Neuvéglise (siège) | 15142      |                  | 54,7             | 1 104 (2014)                      | 20                 |
| Lavastrie          | 15099      |                  | 24,14            | 263 (2014)                        | 11                 |
| Oradour            | 15145      | -                | 33,77            | 244 (2014)                        | 7,2                |
| Sériers            | 15227      | -                | 12,62            | 136 (2014)                        | 11                 |

## Population et société

### Démographie

#### Évolution démographique
L'évolution du nombre d'habitants est connue à travers les recensements de la population effectués dans la commune depuis sa création.

En 2022, la commune comptait 1 689 habitants, en évolution de −3,65 % par rapport à 2016 (Cantal : −1,08 %, France hors Mayotte : +2,11 %).
| 2015  | 2016  | 2021  | 2022  |
| ----- | ----- | ----- | ----- |
| 1 748 | 1 753 | 1 704 | 1 689 |

#### Pyramide des âges
La population de la commune est relativement âgée. En 2021, le taux de personnes d'un âge inférieur à 30 ans s'élève à 25,6 %, soit un taux légèrement inférieur à la moyenne départementale (26,5 %). A l'inverse, le taux de personnes d'un âge supérieur à 60 ans (37,3 %) est supérieur au taux départemental (36,6 %).
En 2021, la commune comptait 838 hommes pour 866 femmes, soit un taux de 50,82 % de femmes, inférieur au taux départemental (51,1 %).
Les pyramides des âges de la commune et du département s'établissent comme suit :
| Hommes | Classe d’âge | Femmes |
| ------ | ------------ | ------ |
| 1,2    | 90 ou +      | 1,6    |
| 9,6    | 75-89 ans    | 9,8    |
| 27,8   | 60-74 ans    | 24,7   |
| 20,3   | 45-59 ans    | 21,3   |
| 17,8   | 30-44 ans    | 14,9   |
| 10,3   | 15-29 ans    | 12     |
| 13,1   | 0-14 ans     | 15,6   |

| Hommes | Classe d’âge | Femmes |
| ------ | ------------ | ------ |
| 1,2    | 90 ou +      | 3,1    |
| 10,1   | 75-89 ans    | 13,5   |
| 22,9   | 60-74 ans    | 22,6   |
| 21,8   | 45-59 ans    | 20,5   |
| 16,1   | 30-44 ans    | 15,2   |
| 13,8   | 15-29 ans    | 11,9   |
| 14,2   | 0-14 ans     | 13,3   |

## Culture locale et patrimoine

### Lieux et monuments

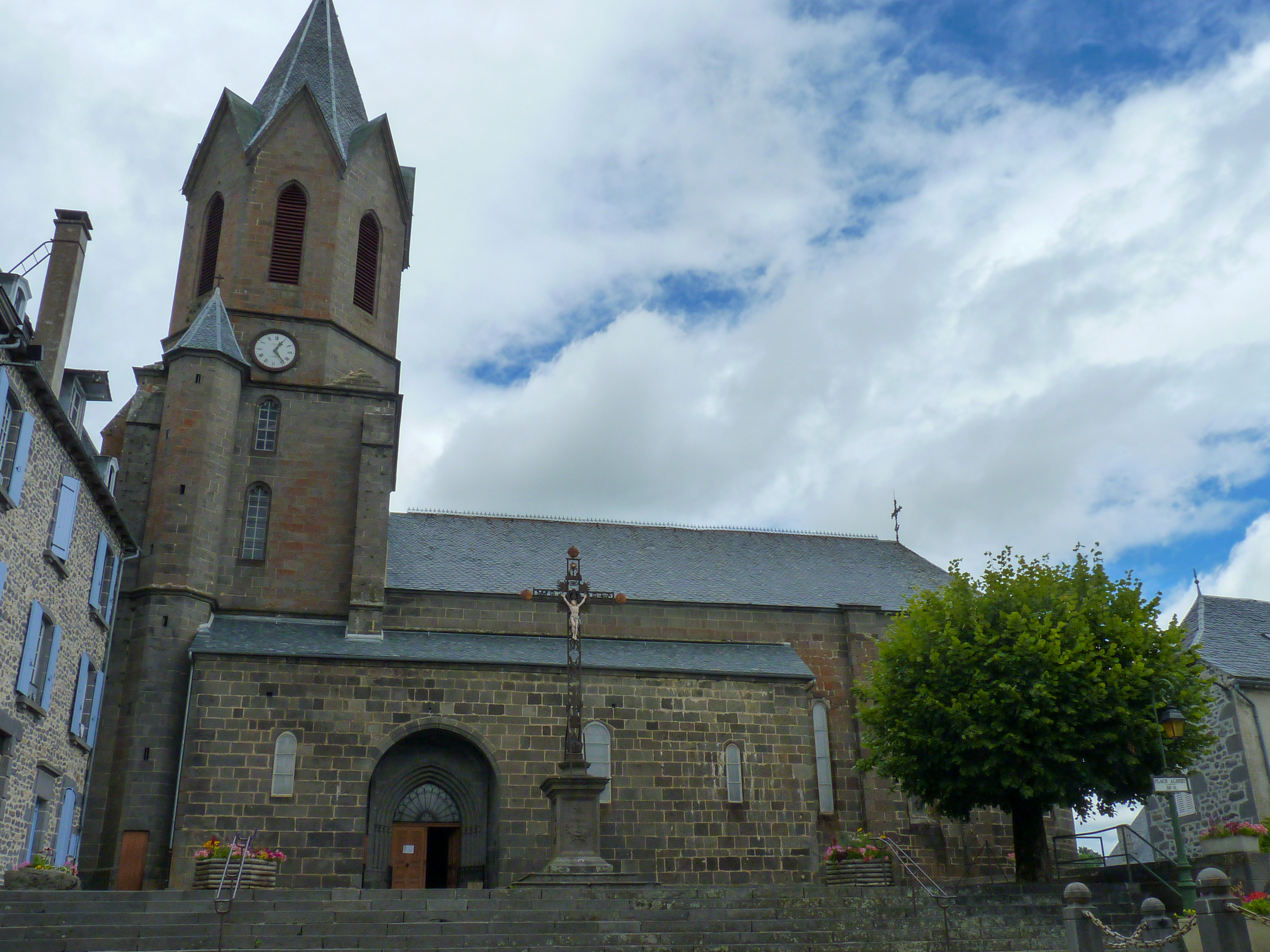
Église Saint-Ferréol de Neuvéglise.

- Église Saint-Ferréol de Neuvéglise.Barrage de Grandval et barrage de Lanau, sur la Truyère
- Château de Rochebrune (Oradour)

### Personnalités liées à la commune
- Daniel Brugès, écrivain (auteur en 2023 de 50 livres aux thèmes variés chez divers éditeurs Hachette, De Borée, La Flandonnière, Magnard, Nathan...) et artiste peintre (expositions en France et à l'étranger : huiles, aquarelles, mail-art...). lauréat du Prix Arverne 2011.
- Jean Sagette, député du Cantal
- Charles Felgères, historien
- Famille de Lastic,
- Sylvie Baron, écrivain, auteur de thrillers dont "Un été à Rochegonde", "Les ruchers de la colère", "L'auberge du pont de Tréboul", "L'héritière des Fajoux", publiés chez Calmann-Levy